# 관청
관청(官廳)은 법률로 정해진 국가적인 사무를 취급하는 권한이 있는 국가기관을 총칭한다. 또는 총칭하는 개념이다. 즉, 국가의 의사를 결정하고 국민에게 그 의사를 표시할 수 있는 권능을 부여받은 국가기관이다. 관청은 그 담당하는 사무의 성질에 따라 사법관청·행정관청으로 나뉘며 관할 구역에 따라 중앙관청·지방관청으로 나뉜다.

## 같이 보기
- 정치조직
- 독립기관
- 공공단체